# Sebastiaan Hagedoorn
Sebastiaan Hagedoorn (Amstelveen, 30 november 2004) is een Nederlands voetballer die doorgaans als aanvaller speelt. Hij komt uit voor Telstar.

## Clubcarrière

### Telstar
Hagedoorn begon met voetballen bij het lokale SV Rap, waarna hij in 2020 overstapte naar de jeugdopleiding van sc Heerenveen. In 2022 ging hij naar Telstar. Hij maakte zijn debuut in het eerste elftal in de eerste speelronde van het seizoen 2024/25, tegen Vitesse (3-2). Hij kwam twee minuten voor tijd in de ploeg voor Zakaria Eddahchouri. Drie weken later tekende hij zijn eerste profcontract. Hagedoorn moest het in de reguliere competitie doen met 16 invalbeurten, maar viel ook vier keer in tijdens de play-offwedstrijden om promotie, waarvan de finale met een gelijkspel en een winst op Willem II werd gewonnen, waardoor hij met Telstar promoveerde naar de Eredivisie.

## Statistieken
| Seizoen | Club    | Competitie     | Competitie | Competitie | Beker | Beker | Overig | Overig | Totaal | Totaal |
| Seizoen | Club    | Competitie     | Wed.       | Dlp.       | Wed.  | Dlp.  | Wed.   | Dlp.   | Wed.   | Dlp.   |
| ------- | ------- | -------------- | ---------- | ---------- | ----- | ----- | ------ | ------ | ------ | ------ |
| 2024/25 | Telstar | Eerste divisie | 16         | 0          | 0     | 0     | 4      | 0      | 20     | 0      |
| Totaal  | Totaal  | Totaal         | 16         | 0          | 0     | 0     | 4      | 0      | 20     | 0      |

Bijgewerkt op 2 juni 2025.